# Wachauer Hof
Der Wachauer Hof (häufig auch Wachauerhof geschrieben) ist ein Gemeindebau im 2. Wiener Gemeindebezirk Leopoldstadt.

## Geschichte
Im Roten Wien der Zwischenkriegszeit entstanden zahlreiche kommunale Wohnbauten, 19 davon im 2. Bezirk. An der Stelle des heutigen Wachauer Hofs befand sich ursprünglich eine Sumpf- und Aulandschaft. Erst nach der von 1870 bis 1875 durchgeführten Donauregulierung war diese Gegend für Bauvorhaben geeignet. 1923 wurde mit der Errichtung der vom Architekten Hugo Mayer entworfenen Wohnhausanlage, die der erste Leopoldstädter Gemeindebau der Zwischenkriegszeit werden sollte, begonnen. Zu dieser Zeit befanden sich westlich davon städtische Reservegärten inklusive Palmenhaus, östlich ein städtisches Elektrizitätswerk und südöstlich ein Wohngebäude für Offiziere der nahegelegenen Erzherzog-Wilhelm-Kaserne. 1924 wurde der – so wie die angrenzende Wachaustraße – nach der niederösterreichischen Weinregion Wachau benannte Gemeindebau fertiggestellt und eröffnet.
Der Wachauer Hof verfügte zum Zeitpunkt seiner Fertigstellung über fünf Geschäftslokale, zwei Werkstätten, einen Kindergarten und eine Badeanlage. Anfang 1927 betrug der Mietzins im Wachauer Hof pro Quadratmeter 13 Groschen (heute inflationsbereinigt umgerechnet rund 45 Cent). Am 8. Oktober 1927 entstanden im Zuge eines der schwersten Erdbeben in der Geschichte Österreichs mehrere Sprünge an den Hauswänden.
Von 1987 bis 1989 wurden Aufzüge eingebaut und die Wohnhausanlage an die Fernwärme angeschlossen. Eine Generalsanierung erfolgte in den Jahren 1994 und 1995. Heute existieren statt fünf nur noch zwei Geschäftslokale, in einem befindet sich eine Messerschleiferei, in dem anderen war zumindest bis Anfang des 21. Jahrhunderts eine Trafik. In einem der Innenhöfe befindet sich ein kleiner Spielplatz, der ursprüngliche Kindergarten wurde zu einer Elternberatungsstelle umfunktioniert.

## Allgemeines
Die Wohnhausanlage steht unter Denkmalschutz (Listeneintrag) und wird von der Jungstraße, Engerthstraße, Wachaustraße und Vorgartenstraße begrenzt. Die an der Vorgartenstraße gelegene Stiege 5 hat keine direkte bauliche Verbindung zu den anderen Stiegen, da sie an beiden Seiten an Gründerzeit-Eckhäuser anschließt, die bereits Ende des 19. bzw. Anfang des 20. Jahrhunderts errichtet wurden und nicht Teil des Gemeindebaus sind.
Der Bau umfasst 9 Stiegen, die um zwei Innenhöfe gruppiert sind, und weist mit seinen Giebeldächern Elemente des Heimatstils auf. Zur Jungstraße hin befindet sich ein zurückgesetzter, niedriger Portalbau, an dem die farbige Keramik Zwei Kundschafter angebracht ist, auf dem der Name des Hofs sowie zwei Weintrauben tragende Männer dargestellt sind. An beiden Seiten des Portals befinden sich Sgraffiti, die zwei bzw. drei Stockwerke hoch sind. Auf dem Sgraffito Die vier Lebensalter sind Menschen bei der Weinlese zu sehen, auf Licht und Finsternis sind Tierkreiszeichen in eine Sonnenuhr eingearbeitet. Links und rechts von dem an der Vorgartenstraße gelegenen Hofeingang befinden sich im 1. Stock Reliefs, die nackte Knaben darstellen. Alle Reliefs sowie die Keramik wurden vom österreichischen Maler und Bildhauer Josef Franz Riedl gestaltet.

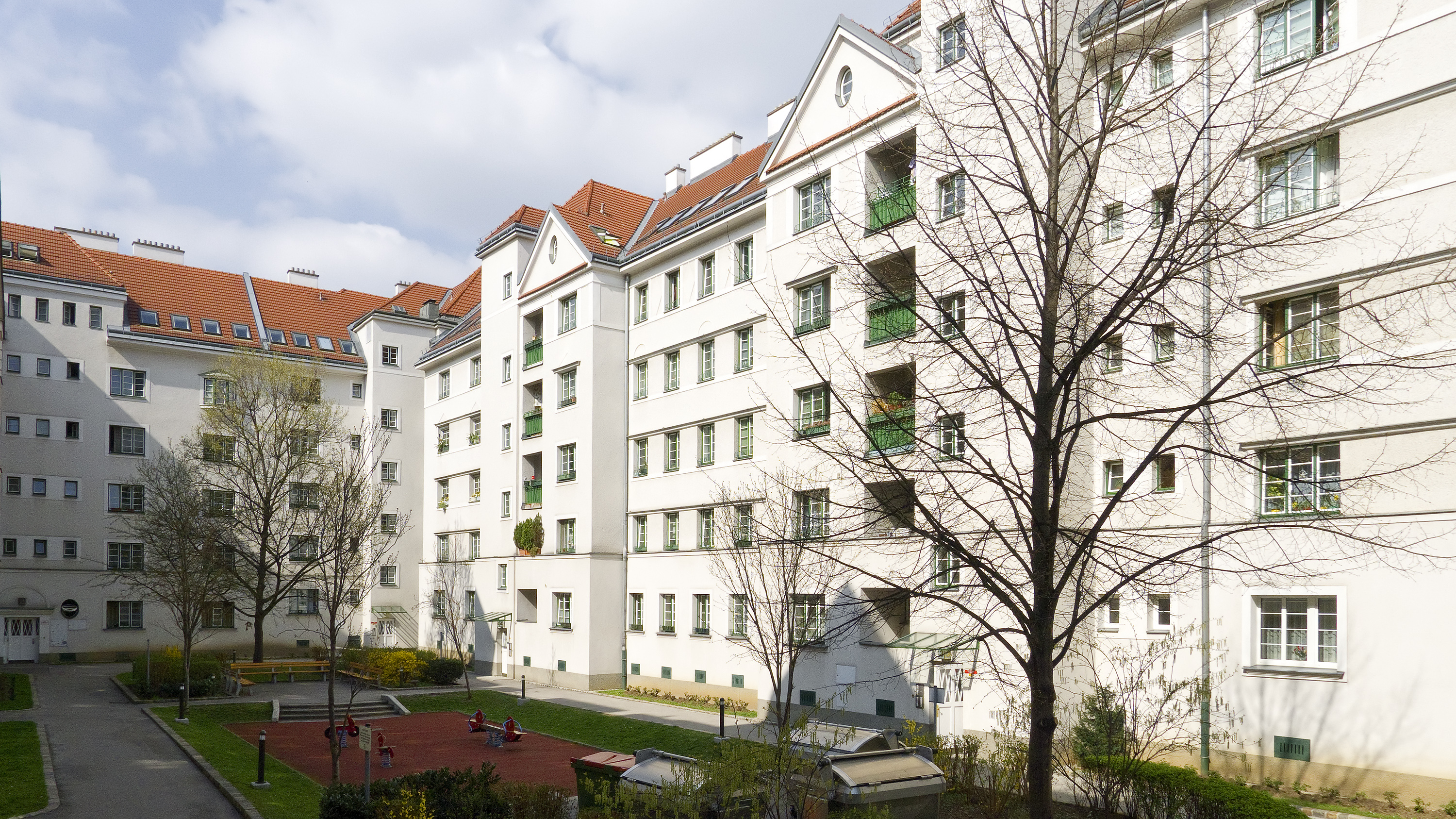
Innenhof
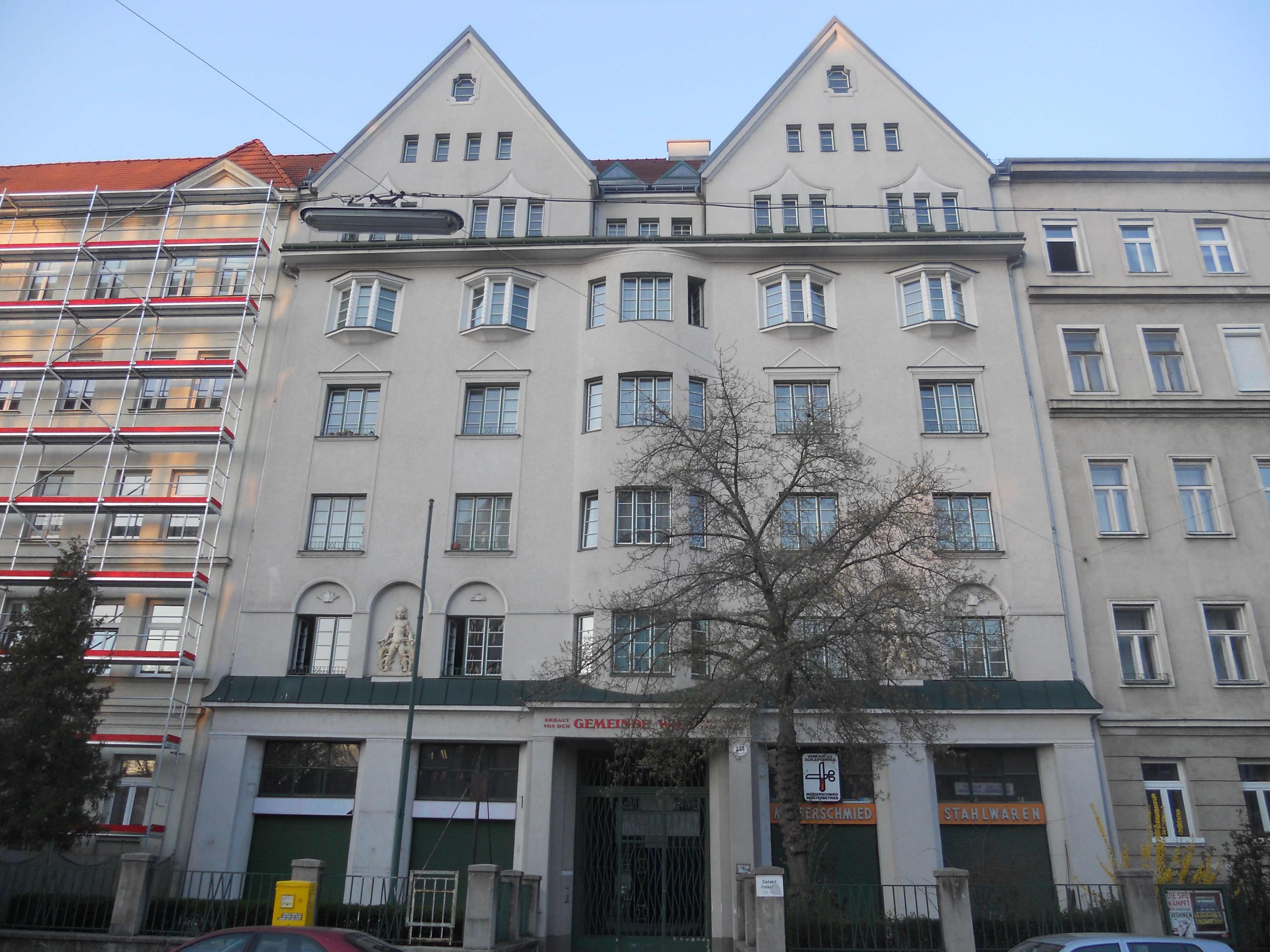
Gebäudeteil an der Vorgartenstraße mit Hofeingang
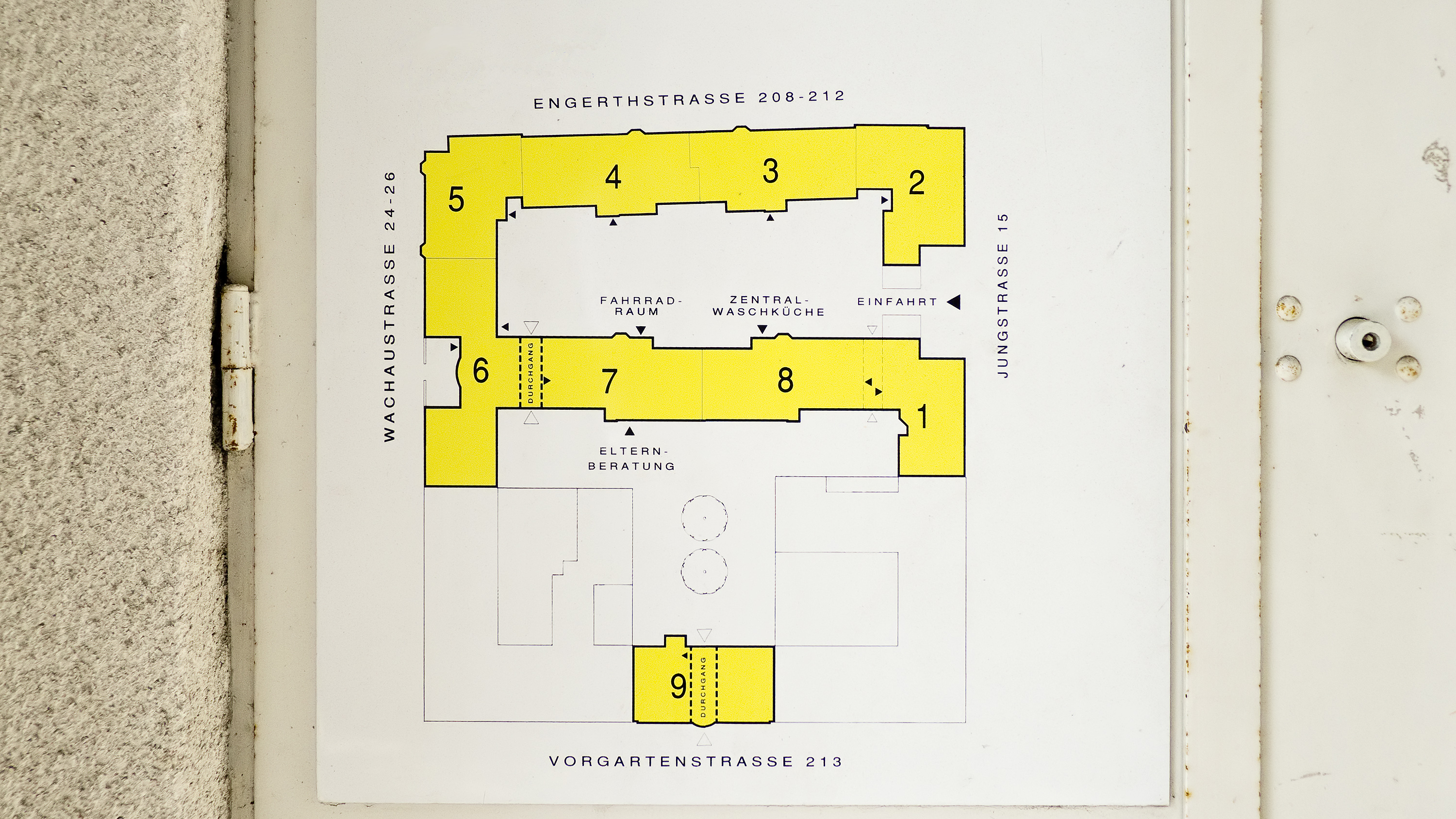
Orientierungstafel
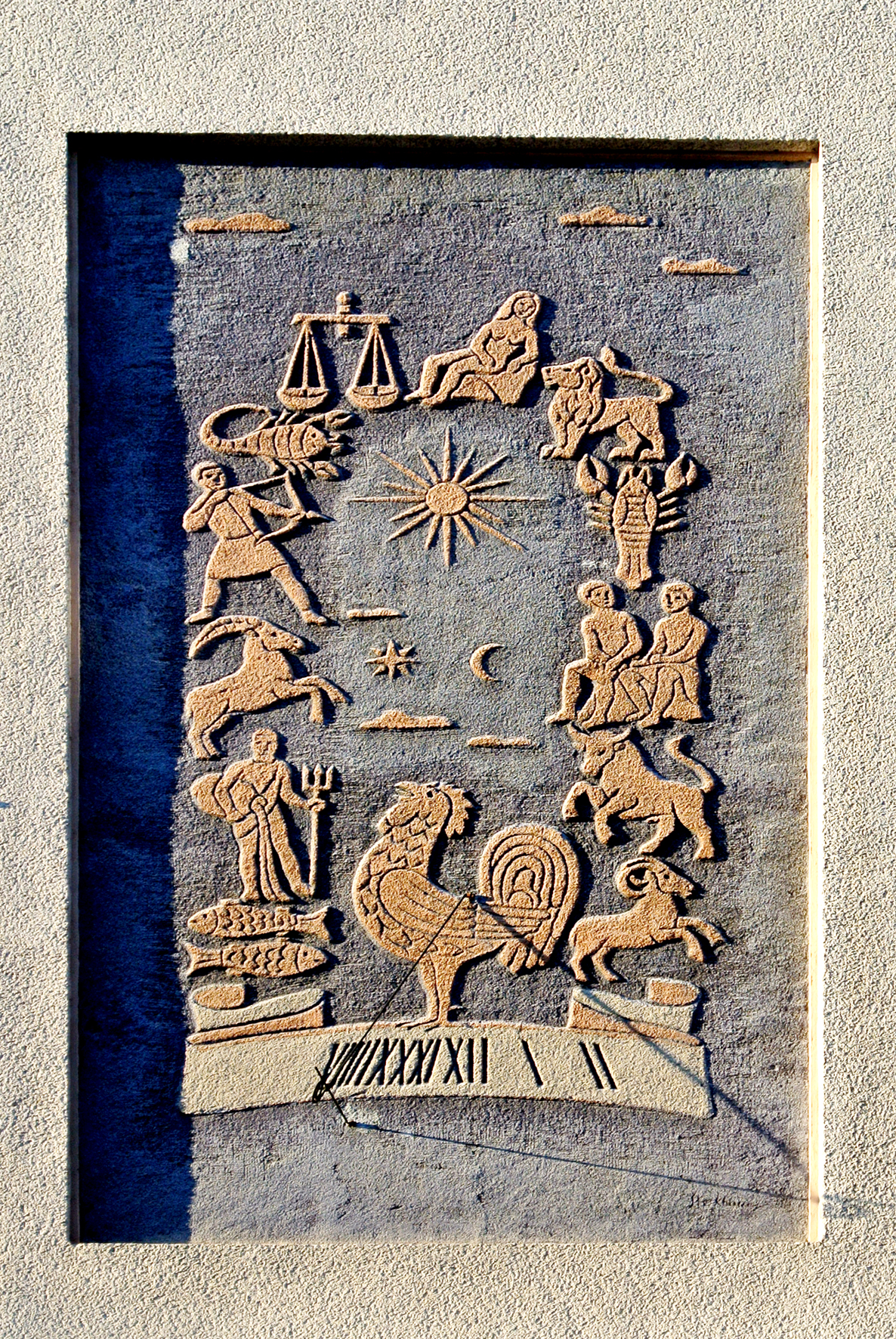
Sonnenuhr links vom Haupteingang